# 考艾岛孤鸫
考艾岛孤鸫（Myadestes myadestinus）是一種細小及深色的鳥類，原住於夏威夷的考艾島。成鸟身長可达8英寸（20）。雄鳥及雌鳥外觀相似，上身呈深褐色，下身呈灰色，雙腳黑色。牠們是夏威夷考愛島暗鶇及褐背孤鶇的近親。
考艾岛孤鸫在峽谷密林中出沒，很多時會不動的停留在下木上。牠們主要是吃水果和昆蟲。
考艾岛孤鸫現已滅絕。於1800年代末，牠們是考艾島最普遍的鳥類，差不多在整個島上都可以看到牠們。不過清除林地及蚊帶來了殘瘧原蟲而令牠們大量減少。另外入侵的動物，如野生的豬及大家鼠，以及鳥類之間的競爭亦是令牠們滅絕的兇手。

## 外部連結
- BirdLife Species Factsheet （页面存档备份，存于）
- RMNH 110.024及RMNH 110.025標本的立體圖